# 德意志民主共和国英雄
德意志民主共和国英雄（德語：Held der DDR）是东德的最高荣誉称号，于1975年10月28日创设，可被授予平民及军事人员。
获德意志民主共和国英雄称号者将会获得一枚金质星章、一份证书及现金奖励，1978年后亦会自动被授予卡尔·马克思勋章。若获勋者逝世，两个奖章都将被交还国家。获勋者可以免费乘坐公共交通。

## 授予条件
授予条件为“为民主德国的发展和稳定；为国家的国际认同、国家权利、军事安全所作出非同一般的成就”，每年名额不超过十个。具体领域为：
- 在军事斗争中或地下反抗法西斯主义的抵抗战士
- 国家人民军及其他东德武装力量成员
- 与民主德国军事组织有关的东德公民
- 特殊情况下的外国公民

## 获得者节选
- 1975及1980年：海因茨·霍夫曼
- 1975及1982年：埃里希·梅尔克
- 1975及1983年：Friedrich Dickel
- 1976年：列昂尼德·伊里奇·勃列日涅夫
- 1978年：西格蒙德·雅恩
- 1978年：Waleri Bykowski
- 1978年：Wladimir Kowaljonok
- 1978年：Alexander Iwantschenkow
- 1984年：维利·斯多夫
- 1982及1987年：埃里希·昂纳克

勃列日涅夫共三次获得该称号。